# Flick's Chicks
Pour plus de détails, voir Fiche technique et Distribution.
Flick's Chicks (littéralement : les filles de Flick) est un film américain réalisé par James Tucker, sorti en 2010.

## Synopsis
Après qu'une jeune mère célibataire découvre qu'elle est lesbienne, elle invite cinq femmes séduisantes très différentes à sa maison isolée, dans l'espoir de trouver la compagne idéale.

## Fiche technique
- Titre original : Flick's Chicks
- Réalisation : James Tucker
- Scénario : Jessica Nelson, Joshua Nelson
- Montage : James Tucker
- Musique : Frank Garfi
- Producteur : Joshua Nelson
- Société de production : Savage Roses Productions
- Pays d'origine :  États-Unis
- Langue originale : anglais
- Lieux de tournage : Sparta (en) (New Jersey) et New York (État de New York), États-Unis
- Genre : Comédie romantique saphique
- Durée : 108 minutes (1 h 48)
- Date de sortie :
  - États-Unis : 9 mars 2010
  - Canada : 9 mars 2010

## Distribution
- Evelyn Gaynor : Flick
- Jackeline Olivier : Chi Chi
- Lauren LoGiudice : Alex
- Jodi Epstein : Snowphish
- JoJo Shaffer : Monique
- Cara Castronuova : Marissa
- Taylor Simone : Roxy
- Cooper Shaw : tante Lorriane
- Anthony Vasquez : Chad
- Marc Raco : Eddie
- Sasha Nelson : Sasha
- Joshua Nelson : Dominic Bussetto
- Anthony Del Negro : Harold
- Sarah Croce : Chakra
- Vince Valentine : Sal